# Орта-Стал
Орта-Стал (Лезг. Кьулан СтӀал) — село в Сулейман-Стальском районе Республики Дагестан.
Образует сельское поселение село Орта-Стал как единственный населённый пункт в его составе.

## Название
Официальное название села «Орта-Стал» в переводе с тюркского языка на русский означает —  «Средний/Серединный Стал».
Лезгинское название села  — «Кьулан-Стӏал» — в переводе на русский язык означает «Средняя капля».

## История
Орта-Стал имеет давнюю историю. На самом склоне села при строительстве здания Дома культуры расчищали землю, рыли фундамент и на глубине 3 метров наткнулись на могилы, где нашли старинные вещи, в основном, обломки посуды.
Вокруг села много могил албанского и арабского периодов. Есть могилы без надписей, они, как утверждают историки, самые старые.
Когда развалилось здание старой мечети, нашли камень с надписями, рассказывающими об истории села, в них речь шла о 1646 годе. Когда-то возле Орта-Стала находилось ещё одно село Квард, его разрушили войска завоевателей. Крепость Квард - располагалась в нескольких километрах от местечка Элегюн. Вокруг этого села - крепости росло много ореховых деревьев. Крепость Квард стояло ближе к пути, который проходил из Шаракуна в горы. Часть жителей впоследствии поселилось отдельным магалом в Орта-Стале
На могиле Шейха Ибрагима высечена дата – 1332 г. по хиджре. В селе в прошлом было 3 мечети, две кузницы. В двух кузницах мастера готовили весь необходимый сельхозинвентарь, оружие (ножи, кинжалы).
Село обслуживали 7 мельниц: Шихмамедан, Нуралидин. Бегдин, Усенан, Шихабедан, Касумбеган, Яхулжуван, Устардин.
Село разделено на магалы: Ага магьле, Вини магьле, Кацерин магьле, СикIерин магьле, ПIирен магьле, Кьулан магьле.
Население делится на родовые союзы — тухумы (лезг. сихил) — Устӏарар, Пӏирер. Сикӏер, Кацер, Дункӏаяр, Кьарнаяр, Мегьяцӏар, Къамбаяр, Яхулар.
В центре села расположен памятник архитектуры пир-мавзолей. В северо-восточной части села, у дома Абдула Рамазанова находится пир-святилище. Пиры-святилища также встречаются на юго-западной части кладбища «Вини сурар» и у дома Абдулманафа Гаджимурадова. В северо-восточной части села, на участке Салида Пирмагомедова и в восточной части села, на приусадебном участке Н. Магомедэминова можно увидеть надмогильные стелы.
Очень известны родники с целебной водой «Купул ятар». Это вода издревле применяется для лечения ревматизма. В настоящее время на территории вод «Купул ятар» функционирует лечебница.
Село Орта-Стал находится в очень удобном, красивом месте. Поэтому желающих жить в этом прекрасном уголке всегда хватало. В 1700-800 гг. сюда переселились родственники Омар-бека, Касум-бека. Один из них, Эмиргамза-бек с помощью русских начальников построил в селе мельницу на шестеренках, которая работала на воде. По сравнению с местными водяными мельницами она была мощнее и производительнее. Поэтому сельчане окрестили её "Огонь-мельница. 
Ортастальцы в основном занимались земледелием, садоводством, ремесленничеством, животноводством.
В 1926 году Касум-бек, Рамазанов Нурмагомед здесь открыли ковровую артель. Со временем она стала фабрикой, где работали 800 человек, ткали ковры, паласы, чулки, джурабы. Почти всю продукцию отправляли на экспорт.
По переписи 1886 года в селе было 124 хозяйства, численность населения составляла 655 человек: 328 мужчин и 327 женщин.

## География
Расположено в 2 км к северу от районного центра села Касумкент.

## Население
| 1895  | 1926  | 1939  | 1970  | 1989  | 2002  | 2010  |
| ----- | ----- | ----- | ----- | ----- | ----- | ----- |
| 655   | ↗1052 | ↗1208 | ↗1876 | ↗1881 | ↗2602 | ↗2843 |
| 2012  | 2013  | 2014  | 2015  | 2016  | 2017  | 2018  |
| ↘2824 | ↗2844 | ↘2813 | ↗2827 | ↗2836 | ↘2827 | ↘2791 |
| 2019  | 2020  | 2021  | 2023  | 2024  | 2025  |       |
| ↗2812 | ↘2800 | ↗2868 | ↘2841 | ↗2849 | ↗2873 |       |